# Mektoub
Mektoub é um filme de drama marroquino de 1997 dirigido e escrito por Nabil Ayouch. Foi selecionado como representante de Marrocos à edição do Oscar 1998, organizada pela Academia de Artes e Ciências Cinematográficas.

## Elenco
- Rachid El Ouali - Dr. Taoufik Raoui
- Faouzi Bensaïdi - Kamel Raoui
- Amal Chabli - Sophia Raoui
- Mohammed Miftah - Kabir
- Malika Oufkir